# Jeux nordiques
Les Jeux nordiques sont le premier événement multi-sport international basé uniquement sur des sports d'hiver. Créés par Viktor Balck, un membre du Comité international olympique, ils se tiennent entre 1901 et 1926, d'abord en Suède-Norvège (pour les trois premières éditions, successivement à Stockholm, Christiania et Östersund), puis en Suède (quatre fois à Stockholm, une fois à Östersund). 

## Histoire

### Premières années

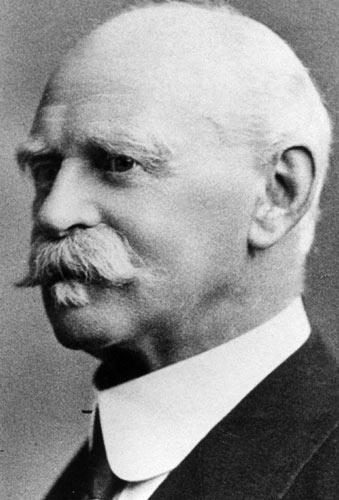
Viktor Balck, figure déterminante dans la création des Jeux nordiques.

L'idée d'organiser une compétition internationale de sports d'hiver dans les pays nordiques (Scandinavie et Finlande) émerge en 1899, à l'initiative du professeur E. Johan Widmark. Les premiers Jeux nordiques sont organisés deux années plus tard, au mois de février 1901 à Stockholm. L'Association centrale suédoise pour la promotion des sports, en suédois Sveriges Central Förening för Idrottens Fränjande (SCFIF) en est l'organisatrice. Cette association est fondée en 1897 par Viktor Balck, Sven Hermelin et Clarence von Rosen, tous les trois officiers militaires. La seconde édition se déroule en 1903 à Oslo, appelée à cette époque Kristiana, avant que Stockholm retrouve le statut de ville hôte à partir de 1905 sur un rythme quadriennal. Les Jeux nordiques sont toutefois déplacés à Östersund à deux reprises, en 1905 et 1913, pour manque de neige.

### Épreuves sportives et sentiment patriotique
Bien que certains historiens comme Jan Lindroth accordent aux organisateurs la volonté d'établir pour les sports d'hiver une compétition équivalente aux Jeux olympiques d'été, la création des Jeux nordiques répond avant tout à un double objectif commercial et patriotique. Victor Balck, président de la SCFIF, déclare ainsi après la première édition que « les Jeux nordiques sont maintenant devenus une préoccupation nationale pour tout notre peuple. » À travers cet événement, la SCFIF vise à renforcer la fierté nationaliste suédoise mais également à promouvoir l'image de la Suède dans les autres pays. Les Jeux nordiques deviennent peu à peu un symbole de l'unité nordique. Aux épreuves sportives s'ajoutent plusieurs manifestations culturelles, comme des visites au musée en plein air de Skansen, inauguré en 1891 dans le but de préserver les traditions rurales de la Suède. Bien que déclarés comme internationaux, les Jeux nordiques demeurent principalement un phénomène suédois : outre les Nordiques, seuls des représentants d'une demi-douzaine de nations européennes y prennent part. Ainsi lors de l'édition de 1909, à laquelle près de 2 000 athlètes sont engagés, les délégations étrangères ne représentent que 32 athlètes venant de huit pays.

### Naissance des Jeux olympiques d'hiver et déclin des Jeux nordiques
Les sports d'hiver sont peu à peu intégrés au programme des Jeux olympiques. Ainsi, une compétition de patinage artistique est organisée à Londres en 1908. Aux Jeux d'Anvers 1920, le patinage artistique fait à nouveau son apparition au programme, tandis qu'un tournoi de hockey sur glace est lancé. Face à la volonté du Comité international olympique (CIO) d'inviter peu à peu les sports d'hiver à prendre place au sein des disciplines olympiques, les Nordiques manifestent leur opposition en la personne de Viktor Balck. Celui-ci craint notamment qu'une compétition olympique hivernale ne fasse de l'ombre aux Jeux nordiques.
Toutefois, le CIO autorise le Comité olympique français, organisateur des Jeux de Paris 1924 à tenir une Semaine internationale des sports d'hiver en prélude de l'événement parisien. Celle-ci se tient à Chamonix-Mont-Blanc du 25 janvier au 5 février 1924. Plusieurs athlètes nordiques y prennent part et y remportent par ailleurs le plus grand nombre de médailles. Devant le succès rencontré à Chamonix, le CIO reconnaît en 1925 la semaine internationale de 1924 comme les premiers Jeux olympiques d'hiver de l'histoire.
Viktor Balck meurt en 1928, alors que la neuvième édition des Jeux nordiques est en préparation. Elle doit se dérouler en 1930, mais faute de neige, celle-ci est annulée. Les Jeux nordiques de 1934 sont également annulés en raison de la crise économique de la Grande Dépression. L'événement multi-sportif suédois devait revenir en 1942, mais en raison de la Seconde Guerre mondiale, il est également annulé. Depuis, aucune session des Jeux nordiques ne fait son retour.

## Épreuves sportives

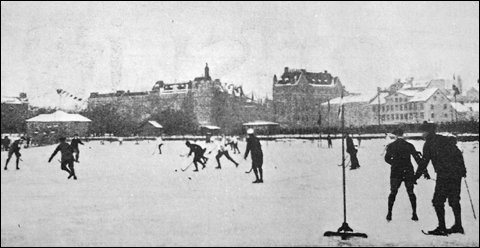
Un match de bandy aux Jeux nordiques de 1901.

Le programme des Jeux nordiques incluent les principaux sports d'hiver : le saut à ski, des courses de descente, le ski de fond, le combiné nordique, le skeleton, la voile sur glace, le patinage de vitesse et artistique, le hockey sur glace, le curling, le bandy ou encore la course de chiens de traîneaux. Des disciplines non hivernales sont également programmées, comme l'escrime, la natation et l'équitation, mais également des sports plus insolites, comme des courses de ski derrière les rennes, des épreuves militaires, des courses de voitures, de motos ou encore de montgolfière ainsi que des épreuves de chasse. 

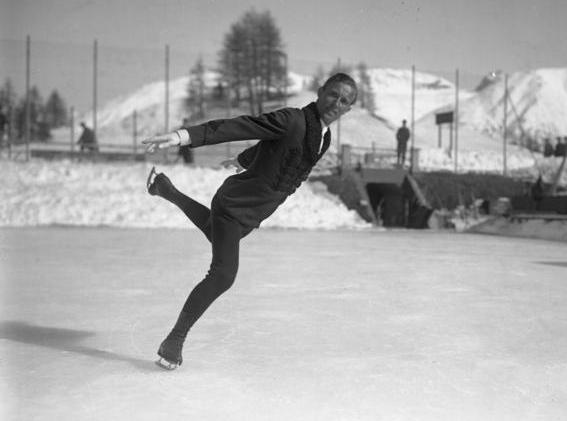
Gillis Grafström remporte le titre de champion du monde de patinage artistique en 1922 dans le cadre des septièmes Jeux nordiques.

Plusieurs championnats du monde ont été disputés dans le cadre des Jeux nordiques, c'est le cas pour le patinage artistique en 1901 et 1905 avec la victoire du Suédois Ulrich Salchow puis en 1909 avec un nouveau succès de Salchow chez les hommes et la victoire des Britanniques Phyllis et James Henry Johnson en couples et en 1913 avec les succès de Opika von Méray Horváth chez les dames et des Autrichiens Helene Engelmann et Karl Mejstrik en couples. Après la Première Guerre mondiale, l'épreuve masculine des Mondiaux en 1922 se tient une nouvelle fois dans le cadre des Jeux nordiques à Stockholm, avec la victoire du Suédois Gillis Grafström. Quatre ans plus tard, à l'occasion des derniers Jeux, c'est l'épreuve féminine qui y est disputée, avec le succès de l'Autrichienne Herma Plank-Szabó. Les championnats du monde de patinage de vitesse se déroulent également à Stockholm en 1901, avec le sacre du russe Franz Frederik Wathén.

## Liste des éditions
Huit éditions des Jeux nordiques sont organisées entre 1901 et 1926. Une seule d'entre elles l'est à Christiana (aujourd'hui Oslo) qui n'est pas encore lors de ces Jeux, en 1903, la capitale d'une Norvège indépendante (la dissolution de la Suède-Norvège a lieu en 1905). 
| Jeux | Année | Pays hôte                  | Date            |
| ---- | ----- | -------------------------- | --------------- |
| I    | 1901  | Stockholm, Suède-Norvège   | 9-17 février    |
| II   | 1903  | Christiania, Suède-Norvège | février         |
| III  | 1905  | Östersund, Suède-Norvège   | 4-12 février    |
| IV   | 1909  | Stockholm, Suède           | 6-14 février    |
| V    | 1913  | Östersund, Suède           | 7-16 février    |
| VI   | 1917  | Stockholm, Suède           | 10-18 février   |
| VII  | 1922  | Stockholm, Suède           | 4-12 février    |
| VIII | 1926  | Stockholm, Suède           | 6-14 février    |
| IX   | 1930  | édition annulée            | édition annulée |
| X    | 1934  | édition annulée            | édition annulée |
| XI   | 1942  | édition annulée            | édition annulée |